# Jus de datte

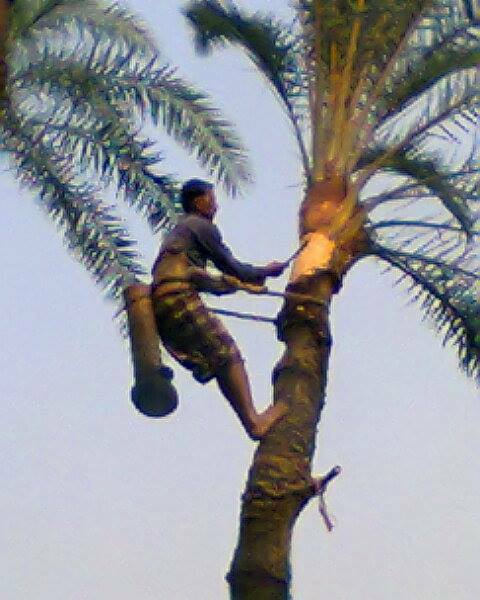
Récolte de jus de datte au Bangladesh

Le jus de dattes est une boisson traditionnelle issue des dattes, un fruit sucré très consommé dans les régions désertiques et semi-désertiques, notamment au Moyen-Orient et en Afrique du Nord. Ce jus est préparé à partir de dattes écrasées ou macérées, puis mélangées avec de l'eau pour obtenir une boisson riche en nutriments. Il est reconnu pour ses bienfaits énergétiques et est souvent consommé pendant le mois de Ramadan pour rompre le jeûne. Il existe plusieurs variétés de jus de dattes, certaines plus liquides et d'autres plus épaisses, en fonction de la méthode de préparation et du type de dattes utilisées.
Dans la région du sud-est du Maroc, notamment dans la ville de Boudenib, un type particulier de jus de dattes est fabriqué. Contrairement aux autres variétés, ce jus n'est pas directement bu, mais est plutôt transformé en marmelade ou confiture, et se consomme sous cette forme.